# Eustrotia icarus
Eustrotia icarus là một loài bướm đêm trong họ Noctuidae.